# Jeux
|  | Per a altres significats, vegeu «Jeux-lès-Bard». |

Jeux (en català traduïble literalment jocs) és un ballet coreografiat per Nijinski amb música de Claude Debussy que es va estrenar amb la companyia dels Ballets Russes i amb el mateix Nijinski com a protagonista el 1913 a París. Per primer cop un ballarí home ballava amb sabatilles de punta, a més que continuava amb l'estil de dansa clàssica totalment nou del seu primer ballet, el que després s'anomenaria dansa moderna o estil neoclàssic, segons els autors, precursora de la dansa contemporània. No va ser fins que Nijinski fou reemplaçat com a coreògraf dels Ballets Russes, l'any 1915, que va néixer l'expressió dansa neoclàssica o moderna. Per motius de salut i el deteriorament de la relació professional i sentimental amb Serguei Diàguilev, Nijinski només faria dues coreografies més al llarg de la seva vida.
El ballet comença i acaba amb una pilota de tennis que cau. Amb la primera, apareix un home i dues dones que la cerquen, a poc a poc comencen a jugar a petits jocs infantils, després més ambigus i cada cop més sexuals. De sobte cau una altra pilota, que segurament s'ha escapat d'un altre partit de tennis, això trenca l'encantament de la nit i alarma les tres persones que hi havia, que escapen de l'escenari. El tema del trio amorós va ser escandalós a la seva època, així com els moviments i la dansa, que continuava l'estil trencador que Nijinski ja havia proposat a la seva primera obra: La migdiada d'un faune. Mai abans s'havia fet un ballet basat en un triangle amorós, i això que en Nijinski en principi havia volgut que fos format per tres homes, cosa que en aquell moment li van censurar.
Nijinski desitjava crear una dansa moderna que sabés reemplaçar dràsticament tot allò que s'havia fet fins aleshores en matèria de ballet, constituint-la per antítesi directa amb les regles clàssiques, simplement capgirant-les, però sense haver creat prèviament ni una pedagogia ni una ideologia.